# Brit tudósok
A brit tudósok egy vicc, melynek lényege, hogy brit tudósok megállapítottak valamit: „Brit tudósok kimutatták, hogy...” A vicc lényege, hogy a brit tudósok egy közismert vagy egyszerű/egyértelmű tényt „mutattak ki”, például: „Brit tudósok megállapították, hogy tíz emberből négy az hat” vagy „Brit tudósok bebizonyították, hogy akinek nincs ikertestvére, annak nagy valószínűséggel már nem is lesz”. Oroszországban (oroszul: Британские учёные) internetes mém lett. Egy hasonló változata ennek a viccnek a brit kutatás (kínai nyelven: 英國研究), amely a kínaiul beszélő országokban terjedt el.
James Harkin a következőt írta: „Ha az oroszok meghallják a »brit tudósok« kifejezést, nem Newtonra, Darwinra, Faraday-re, Stephen Hawkingra vagy Peter Higgsre gondolnak, hanem sokkal inkább a Keele University pszichológusára, Richard Stephensre, aki kimutatta, hogy a káromkodás csökkenti a fájdalmat, vagy Olli Loukolára, aki megtanította a méheknek, hogyan kell futballozni.
A Lurkmore nevű orosz internetes enciklopédia úgy határozta meg a kifejezést, mint „azon kutatók szinonimája, akik áltudományos projekteken dolgoznak, amelyek haszontalanok, idióták és semmilyen gyakorlati értékkel nem rendelkeznek”. Az enciklopédia szerint a mém 2003-2004 körül jelent meg az interneten egy Pleshner nevű Runet-felhasználó által, aki akkoriban posztolt ilyen vicceket az oldalon. Egy orosz nyelvész szerint azonban a brit tudósok mém már korábban is jelen volt. A mém népszerűségének tetőpontján több weboldal (british.powernet.ru, british-science.ru stb.) is született, amelyek mind a „brit tudósok” felfedezéseivel foglalkoztak.
Az orosz Tudomány (oroszul: Наука, Nauka) tévécsatorna 2015/2016 táján vetített egy műsort Brit tudósok bebizonyították... (Британские ученые доказали) címmel, melyben valódi tudományos projekteket mutatnak be, amelyek viccesen vagy furán néznek ki. A csatorna szerint a fogalom hasonló az őrült tudós koncepciójához.
Maguknak a briteknek van egy hasonló koncepciójuk, a University of the Bleedin' Obvious, amelyet a The Independent két szerkesztője, Steve Connor és Jeremy Lawrence talált ki 2009-ben. Ezenbelül hasonlóan „úttörő” megállapításokat tettek, mint például azt, hogy a sietségtől figyelmetlenebbek lesznek az emberek vagy a bikinis nők képei szexistábbá teszik a férfiakat.